# Iouri Kovalenko
Yuriy Oleksandrovich Kovalenko (en ukrainien : Юрій Олександрович Коваленко ; 22 mars 1966 - 14 mars 2023) était un scientifique ukrainien, archéologue, historien local, enseignant, musicien et sergent-chef des Forces armées ukrainiennes.

## Biographie
Kovalenko est né dans l'oblast de Soumy de Nekrasove, à Hlukhiv Raion . Il a d'abord obtenu un diplôme en électricité, puis il a étudié à l' Université pédagogique nationale de Hlukhiv d'Oleksandr Dovzhenko, où il a étudié la pédagogie préscolaire et la psychologie. À l'âge adulte, il a étudié à la faculté d'histoire de l'Université nationale Taras Shevchenko de Kiev. Après avoir servi dans l'armée soviétique (il a servi deux ans dans l'armée soviétique sur le territoire polonais), en 1987, il a rejoint une expédition archéologique travaillant à Kiev sur Podil. Depuis 1988, il se consacre à des activités de recherche. De 1992 à 1999, il a servi dans les forces armées ukrainiennes. Depuis 1999, il occupe le poste de chef du département de recherche de la réserve nationale « Hluhiv ». Scientifique et archéologue praticien, il participe depuis 2005 aux expéditions archéologiques de Baturin. Il a activement recherché le passé de Hlukhiv, en organisant des fouilles archéologiques à grande échelle,,,,. Avec le début de la guerre dans l'est de l'Ukraine en 2014, en tant qu'archéologue militaire, il a participé à la mission humanitaire « Black Tulip » ("Tulipe Noire").
Depuis décembre 2020, Yuriy Kovalenko est dans les rangs des Forces armées ukrainiennes et a participé aux combats pour Avdiivka au sein de la 58e brigade d'infanterie motorisée.
Lors de son service militaire en mai 2021, il a soutenu sa thèse de doctorat sur le thème de la « Topographie historique de la période Hlukhiv du Moyen Âge et du début des temps modernes ». Yuriy Kovalenko est l'auteur de plus de 70 articles scientifiques,,,.
Dans les premières heures de l'invasion russe de l'Ukraine le 24 février 2022, il a participé aux batailles pour Hlukhiv. Puis, en février-mars 2022, il a pris part à des opérations militaires dans la direction de Brovary et dans l'oblast de Tchernihiv. Après la libération de l'oblast de Tchernihiv, il a été soigné dans un hôpital pendant un certain temps. Parallèlement, il était engagé dans le volontariat : il négociait l'achat de voitures pour sa brigade et conduisait lui-même des voitures. Il a ensuite travaillé au sein de l'armée, mais est rapidement retourné au front, d'abord au sud, puis à l'est, où il a combattu dans les zones les plus hostiles de la guerre. Il a occupé le poste de tireur d'élite,,,.
Il est décédé le 14 mars 2023 au cours de violents combats près du village de Kuzmyne Kreminna urban hromada, Sievierodonetsk Raion, Oblast de Louhansk